# Mukaishima
Mukaishima (向島町 Mukaishima-chō?) fue un pueblo en el distrito de Mitsugi, prefectura de Hiroshima, Japón.
A 2003, la ciudad tenía una población estimada de 16.283 habitantes y una densidad poblacional de 884,95 personas por km2. La superficie total fue de 18,40 km2, cubriendo la mayor parte de la isla Mukaishima.
El 28 de marzo de 2005, Mukaishima, junto con la ciudad de Mitsugi (también del distrito de Mitsugi), se fusionó en la ciudad ampliada de Onomichi.
Desde noviembre de 1942 hasta septiembre de 1945, 100 prisioneros de guerra británicos que habían sido traídos a Japón en la nave infernal Dainichi Maru fueron encarcelados en Mukaishima y obligados a trabajar en el astillero Hitachi Zosen. Veintitrés de estos prisioneros murieron debido a una combinación de enfermedad, desnutrición y ropa inadecuada para las duras condiciones invernales. Otros 116 prisioneros de guerra estadounidenses fueron encarcelados en el mismo campo a partir de septiembre de 1944, cuando fueron traídos desde Filipinas en la nave infernal Noto Maru.